# Sperone
Sperone – miejscowość i gmina we Włoszech, w regionie Kampania, w prowincji Avellino.
Według danych na 1 stycznia 2022 roku gminę zamieszkiwały 3623 osoby (1756 mężczyzn i 1867 kobiet).